# Lienardia marchei
Lienardia marchei is een slakkensoort uit de familie van de Clathurellidae. De wetenschappelijke naam van de soort is voor het eerst geldig gepubliceerd in 1884 door Félix Pierre Jousseaume. De soort komt voor in de Indische Oceaan.